# Болніський хрест

прапор Болніського муніципалітету

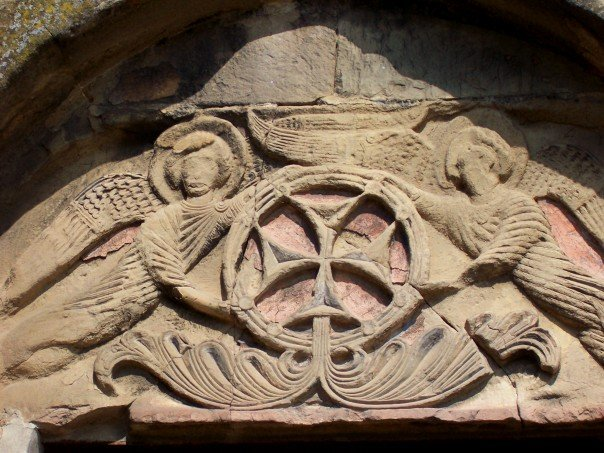
Болніський хрест на вході до собору Джварі

Болніський хрест (груз. ბოლნური ჯვარი, Болнурі Джварі) — тип хрестів, найбільш широко відомих і використовуваних в  Грузії з V століття.
Вперше в Грузії такий хрест був зображений на східному фасаді храму  Болнісі Сіоні, побудованого наприкінці V століття в Квемо Картлі (історична провінція Грузії) в епоху правління царя  Вахтанга Горгасала.
Назва походить від форми хреста, який застосовувався в оздобленні Болніського Сіону — першої справжньої  базиліки ранньохристиянської Грузії (базиліка була споруджена на березі річки Поладаурі, в 70-ти кілометрах від Тбілісі, неподалік від селища Болнісі). Болніські хрести вирізані по каменю на пілястрах, апсидах, стовпах храму.
Болніський хрест являє собою рівнобедрений хрест, накреслений сегментами кола, з рукавами. Хрести такої форми полягають, як правило, в круглу раму. Вважається, що такий хрест сходить до часів правління Римського імператора Костянтина Великого (306–337 рр.), який у 313 році Міланським едиктом допустив вільне сповідання  християнства. У Грузії використовується повсюдно нарівні з  хрестом Святої Ніно.